# Hyphessobrycon megalopterus
Cá hắc kỳ (Danh pháp khoa học: Hyphessobrycon megalopterus) là một loài cá trong họ Characidae phân bố ở Nam Mỹ từ Paraguay đến Brasil. Đây là một loài cá được ưa chuộng để sử dụng làm cá cảnh. 

## Đặc điểm
Cá hắc kỳ có thân màu trắng trong, sau nắp mang có 1 vệt đen lớn xen kẽ một đốm xanh lơ nổi bật. Chiều dài cá khoảng 3,6 cm. Vây lưng giương cao với mảng màu đen lớn đặc trưng, vây đuôi màu đen. Vây bụng và vây hậu môn màu đỏ nhạt (ở cá cái) đến trắng xám (ở cá đực).Chúng trông khá giống với loài Hyphessobrycon eques (còn được gọi là cá hồng tử kỳ).
Chúng thích hợp ở nhiều tầng nước. Cá dễ nuôi, thích hợp cho người mới nuôi cá cảnh. Cá hắc kỳ có tập tính sống bầy đàn và dễ đẻ trứng phân tán trong bể thủy sinh, chúng là loài khỏe mạnh.

## Thức ăn
Cá hắc kỳ ăn tạp bao gồm trùng chỉ, giáp xác, côn trùng, thức ăn viên.

## Sinh sản
Cá hắc kỳ dễ sinh sản trong bể nuôi, đẻ trứng phân tán, trứng dính trên giá thể cây thủy sinh.